# 朱斯里阿基罗
朱斯里·阿基罗（1953年10月15日—），马来西亚政治人物，沙巴民意党党员，曾经担任沙巴州里峇兰国会议员。

## 个人荣誉
- 沙巴：
  -  神山效忠勋章（ASDK）（2000年）[2]
  -  神山辉煌勋章（PGDK）—拿督（2002年）[3]